# Schellenbergalm (Bayrischzell)
Die Schellenbergalm ist eine Alm in der Gemeinde Bayrischzell.
Die Almhütte der Schellenbergalm steht unter Denkmalschutz und ist unter der Nummer D-1-82-112-56 in die Bayerische Denkmalliste eingetragen.

## Baubeschreibung
Die Almhütte der Schellenbergalm ist ein erdgeschossiger, verputzter Bruchsteinbau mit Flachsatteldach. Die Firstpfette ist mit dem Jahr 1869 bezeichnet.

## Heutige Nutzung
Die Schellenbergalm ist bestoßen und bewirtet.

## Lage
Die Schellenbergalm befindet sich im Mangfallgebirge unterhalb der Gamswand und in der Nähe des Soinsees auf einer Höhe von 1320 m ü. NN.